# Jean-Louis Courtinat
Pour les articles homonymes, voir Courtinat.
Jean-Louis Courtinat est un photographe social français, né le 26 juillet 1954 à Verdun.

## Biographie
Jean-Louis Courtinat est photographe à l'agence Viva (1981), à la Compagnie des reporters (1981-1986), puis à l'agence Rapho (1986).
Dans cette dernière agence, il fut l'assistant de Robert Doisneau, pendant douze ans. 
Acteur engagé de la photographie sociale, il a réalisé de longs reportages sur les exclus de notre société. Il a notamment travaillé sur la grande pauvreté, les problèmes de santé (handicap, personnes âgées, fin de vie, etc.), ainsi que sur les orphelinats de Roumanie. 
Jean-Louis Courtinat vit et travaille à Paris.

## Collections
- FNAC, Paris
- Musée Nicéphore-Niépce, Chalon-sur-Saône
- Centre national de la photographie
- Centre national des arts plastiques, Paris

## Expositions personnelles
Liste non exhaustive
- Expositions régulières à la galerie Fait et Cause , première galerie à Paris consacrée à la photographie sociale.
- 2006-2007, La raison du plus faible , exposition itinérante (Rennes , Castres , Limoges , Palais de l'UNESCO...)
- 2005,
  - Du temps pour les autres
  - Vivre encore
  - Les damnés de Nanterre

## Prix et récompenses
- 1980 : Prix des jeunes photographes, Rencontres de la photographie, Arles
- 1984 : Prix Air France - Ville de Paris
- 1991 : Prix Niépce Gens d'images

## Vision de la photographie
« Je fais de la photographie depuis de nombreuses années. Concerné par les problèmes de mon époque, j'ai trouvé dans la photographie le mode d'expression qui me convient. Faire une image représente pour moi un acte militant, et si j'ai toujours été auprès de ceux qui étaient dans la pire des positions pour se défendre, j'ai toujours vécu très longtemps avec eux, devenant à leur côté un combattant acquis à leur cause.» 
« Ni complaisance, ni voyeurisme, mais un sentiment d'urgence, de responsabilité, de "mission". Mes photos sont affaire d’engagement. »

## Publications
- Hôpital, hôpital, éditions Glaxo/Boz, 1980
- Vivre encore, éditions Contrejour, 1990 •  (ISBN 978-2859490973)
- Paris au petit bonheur, Éditions du Perron, 1992 •  (ISBN 2-87114-076-6)
- Fait et cause , éditions Delpire, 1994 •  (ISBN 2-85107-010-X)
- Les damnés de Nanterre, éditions CNP, 1995 •  (ISBN 2-86754-097-6)
- La vie jusqu'au bout, éditions Delpire 1996
- Du temps pour les autres, éditions Delpire, 2000 •  (ISBN 2851072048)
- Les enfants du diable, éditions Nathan, 2001 •  (ISBN 978-2097542762)
- Solidaires, éditions Caisse d'Épargne • 2002
- La raison du plus faible, éditions Delpire, 2006 •  (ISBN 978-2851072252)
- Clichy sans cliché, éditions Delpire, 2006 •  (ISBN 2-85107-230-7)
- Vieillir libre, éditions Delpire, 2008 •  (ISBN 978-2-9531962-1-4)
- Louons maintenant les plus fragiles - 40 ans de photographie sociale, 112 p., éditions delpire & co •  (ISBN 979-1-09582-174-8)